# Shelburne (Massachusetts)
Shelburne é uma vila localizada no condado de Franklin no estado estadounidense de Massachusetts. No Censo de 2010 tinha uma população de 1.893 habitantes e uma densidade populacional de 31,26 pessoas por km².

## Geografia
Shelburne encontra-se localizado nas coordenadas 42° 37′ 07″ N, 72° 40′ 45″ O. Segundo o Departamento do Censo dos Estados Unidos, Shelburne tem uma superfície total de 60.56 km², da qual 59.99 km² correspondem a terra firme e (0.95%) 0.58 km² é água.

## Demografia
Segundo o censo de 2010, tinha 1.893 pessoas residindo em Shelburne. A densidade populacional era de 31,26 hab./km². Dos 1.893 habitantes, Shelburne estava composto pelo 95.72% brancos, o 0.53% eram afroamericanos, o 0.16% eram amerindios, o 1.27% eram asiáticos, o 0% eram insulares do Pacífico, o 0.11% eram de outras raças e o 2.22% pertenciam a duas ou mais raças. Do total da população o 0.53% eram hispanos ou latinos de qualquer raça.